# Schillerpark (Berlin)

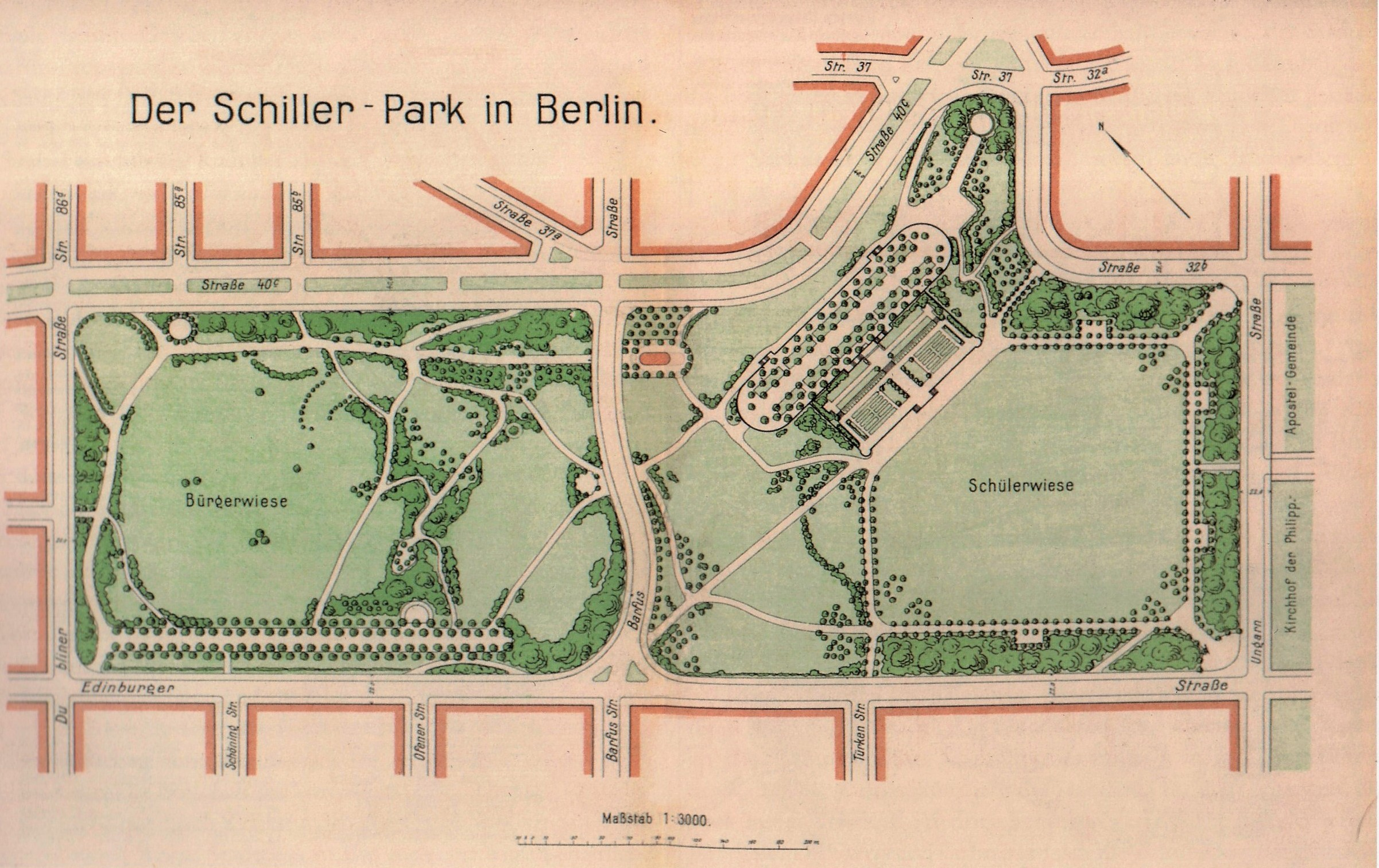
Plan für den Schillerpark 1910

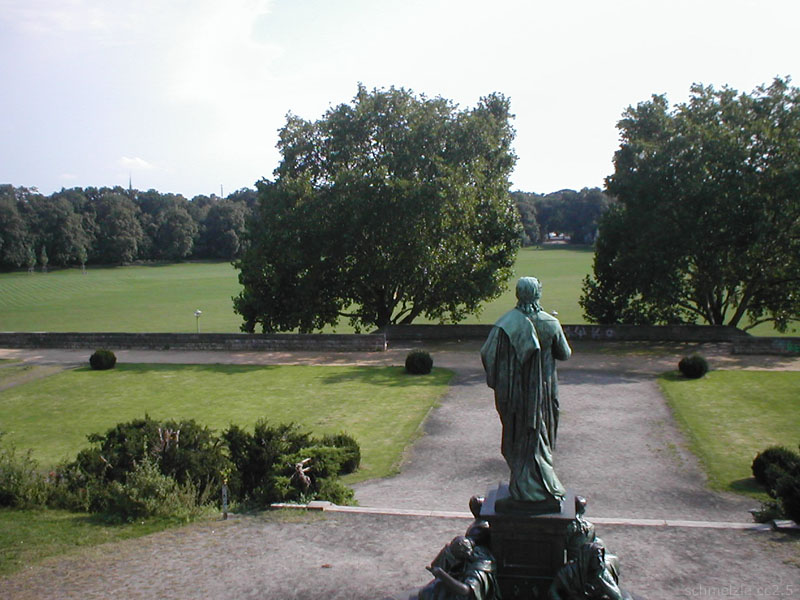
Blick von der Bastion auf den Schillerpark

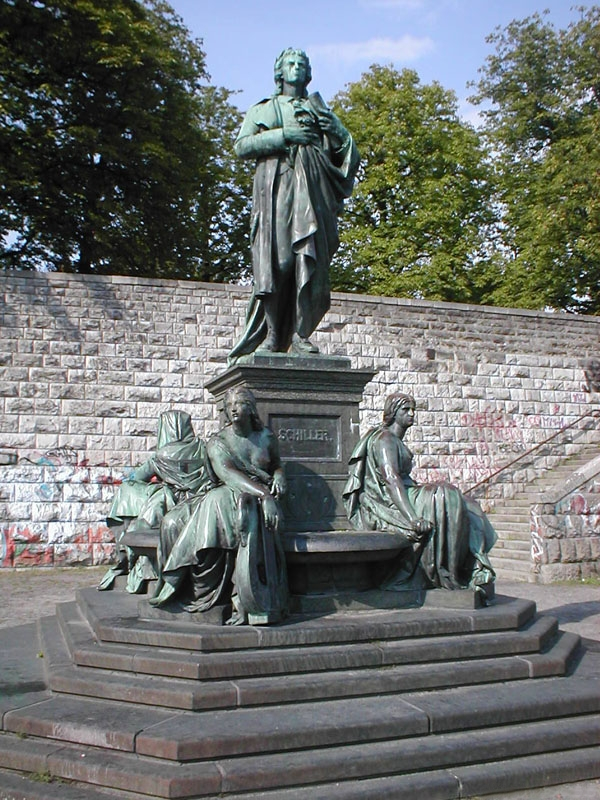
Schillerdenkmal im Schillerpark

Der Schillerpark liegt in Berlins Ortsteil Wedding (Bezirk Mitte) und wurde in den Jahren 1909 bis 1913 angelegt. Erste Planungen zur Errichtung eines Parks auf den Wurzelbergen und ihrer Umgebung bestanden bereits seit 1898. Der Schillerpark gilt aufgrund der damals neuartigen großzügigen und offenen Parkplanung (im Gegensatz zum älteren und beengten Volkspark Friedrichshain) als erster den sozialen Erfordernissen entsprechender Volkspark Berlins und Deutschlands. Der Schillerpark steht als Gartendenkmal unter Schutz.
Unter dem Namen Siedlung Schillerpark gibt es im Englischen Viertel ein dem Park angeschlossenes Wohnviertel, das in den 1920er Jahren nach Plänen des Architekten Bruno Taut errichtet wurde.

## Geschichte
Bereits 1898 wurden erste Überlegungen zur Anlage eines Parks auf dem Höhenzug der Wurzelberge und ihrer Umgebung angestellt. Dieses Gelände ist ein ehemaliges Dünengelände in windexponierter Lage (1810 wurden acht Windmühlen zwischen Müllerstraße und Schäferstraße betrieben), und der Flugsand war die Ursache ständiger Belästigung der Anwohner. Die Diskussionen über Ausdehnung und Ausgestaltung des Parks dauerten mehrere Jahre. 1903 konnte die Stadtverordnetenversammlung schließlich die Grenzen des späteren Parks festlegen und den Magistrat zum Erwerb des benötigten Geländes ermächtigen. Anlässlich des 100. Todestages von Friedrich Schiller im Jahr 1905 wurde der Dichter zum Namenspatron des künftigen Parks.
1907 wurde ein Gestaltungswettbewerb ausgeschrieben, für den 105 Arbeiten eingereicht wurden. Unter diesen wurde der Entwurf des Magdeburger Gartenarchitekten Friedrich Bauer (1872–1937) unter dem Titel „Freude schöner Götterfunken“ ausgewählt und mit 5000 Mark honoriert. Bauer entwarf einen Park, der seiner Konzeption zufolge „vor allem der so nötigen körperlichen wie seelischen Erholung der Großstadtmenschen gewidmet“ war und der „Gelegenheit zu Spaziergängen im frischen Grün, zu Spiel, zu sportlicher Betätigung, zum Genusse der häufig entbehrten Natur“ bot. Außerdem solle der Park „dem danach Verlangenden die Möglichkeit ernster Beschaulichkeit, stiller Feierlichkeit und zuletzt, nicht als geringstes, volle Freude an erlesener Pracht Schönheit“ eröffnen. Bauers Planungskonzept sah großzügige Rasenflächen als Spielwiesen und Liegeflächen mit abschirmenden waldartigen Gehölzstreifen vor. Eine Terrassenanlage sollte als zentraler Bezugspunkt fungieren, regelmäßige Alleen und ein Rosengarten das Gelände weiter untergliedern. Im Gegensatz zu älteren Parkanlagen (wie dem Volkspark Friedrichshain), die nach herrschaftlichen Leitbildern gestaltet waren und eher an botanische Gärten erinnern, sollte im Schillerpark nicht mehr das passive Betrachten der Natur, sondern die aktive sportliche Betätigung in frischer Luft und im Licht der Sonne im Vordergrund stehen. Der Schillerpark steht daher als erster in der Reihe neuzeitlicher Volksparks.
Die Arbeiten zur Anlage des Parks dauerten von 1909 bis 1913. Als Bäume wurden überwiegend einheimische Sorten wie Eichen, Ulmen, Pappeln und Linden gepflanzt. Die Schillereiche – der erste im Park gepflanzte Baum – wurde aus Schillers Geburtsort Marbach am Neckar beschafft. Auf der Bastion genannten Terrassenanlage im Park wurde ein Abguss des vor dem Schauspielhaus am Gendarmenmarkt stehenden Schillerdenkmals von Reinhold Begas aufgestellt.
Neben Sport-, Spiel- und Erholungsmöglichkeiten diente vor allem die Schülerwiese mit der integrierten Terrassenanlage als politischer Versammlungs- und Kundgebungsort.
Auf alten Karten erkennt man, dass der heutige Schillerpark von zwei Hügelketten durchzogen wird, die noch heute erkennbar sind: Die Barfusstraße teilt den Schillerpark in zwei Abschnitte, nördlich der Straße liegen die Rehberge, südlich der Straße die Wurzelberge. Insofern ist die Bezeichnung Rehberge für den nahegelegenen Volkspark nicht ganz korrekt: Die Hügelkette im heutigen Volkspark Rehberge sind die Leutnantsberge, die sich in östlicher Richtung bis zu den Rehbergen hinziehen, die aber im Gebiet des heutigen Schillerparks liegen.
Der Schillerpark zählt zu den drei größten Parkanlagen in Berlin-Wedding und ist größtenteils in seinem Originalzustand erhalten, weswegen er bereits 1986 in die Liste der ausgewiesenen Gartendenkmale aufgenommen wurde.

## Denkmale
Das 1941 aufgestellte Schillerdenkmal ist eine Kopie des 1869 geschaffenen Schillerdenkmals von Reinhold Begas. Das Original stand bis 1935 am Gendarmenmarkt. Die Nationalsozialisten nutzten Schiller für ihre Propaganda. So war erst 1940 – ein Jahr vor Aufstellung des Denkmals – der aufwendig produzierte Film Friedrich Schiller – Der Triumph eines Genies in die Kinos gekommen, in dem Schiller als Sinnbild für Wagemut und den Aufbruch in eine neue Zeit in die Kinos gekommen. Die Aufstellung des Denkmals sollte auch im widerständigen Arbeiterbezirk ein Zeichen setzen und zudem die im Schillerpark turnenden Schüler mit deutscher Geistesgeschichte beeindrucken. Für die Errichtung des Denkmals wurde die Terrassenanlage des Schillerparks umgebaut. So wurde eine Brunnennische geschlossen, ein Ziergiebel mit ihr abgebaut und eine andere Plastik abgebaut. Die 1906 geschaffene und seit den 1920ern im Schillerpark stehende Plastik Ringer von Wilhelm Haverkamp wurde von seiner zentralen Stelle im Schillerpark entfernt und an einen Weg im Volkspark Rehberge versetzt. Gleichzeitig schmolz man das im Volkspark Rehberge unerwünscht gewordene Denkmal für den jüdischen Unternehmer und Politiker Walter Rathenau ein, um aus dessen Material das Material für das Schillerdenkmal zu gewinnen.
Das aus Bronze gegossene Denkmal zeigt Schiller auf hohem Sockel. Als Attribute trägt er Lorbeerkranz und eine antike Schriftrolle, zu seinen Füßen sitzen – als weibliche Figuren dargestellt – Lyrik, Dramatik, Philosophie und Kultur- und Geistesgeschichte. Ein Löwenkopf aus Bronze unterhalb der Namenstafel „Schiller“ wurde im August 2017 gestohlen.

## Bombenanschlag
Im August 2011 fand im Park ein Bombenanschlag statt, bei dem ein Mann schwer verletzt wurde. Die Bombe war neben einer Parkbank in einer Plastiktüte versteckt, die der Mann aufgehoben hatte. Der Täter, der seit 2007 insgesamt drei Bomben gelegt hatte, wurde im Mai 2013 vom Berliner Landgericht als zur Tatzeit nicht schuldfähig erklärt und in die geschlossene Psychiatrie eingewiesen.

## Daten zum Schillerpark
- Größe: ca. 29,4 ha
- Freizeitangebote: Spazierwege, Spiel- und Liegewiesen, Spielplätze, Planschbecken, Rodelhang
- Sonderanlagen: dreistufige Terrasse aus Kalkstein mit Rosengarten, Kastanienhain und Schiller-Denkmal
- Rechtsstatus: Gewidmete öffentliche Grün- und Erholungsanlage, Gartendenkmal
- Entstehungszeit: 1909 bis 1913, Erweiterung 1955 bis 1957
- Landschaftsarchitekt: Friedrich Bauer
- Verkehrsverbindungen: U-Bahn, mehrere Buslinien